# منذر بودن
منذر بودن (2 مارس 1982 - ) ولد بقسنطينة، في الجزائر، 
هو الامين العام بالنيابة لحزب التجمع الوطني الديمقراطي منذ 29 ماي 2025 
وهو نائب رئيس المجلس الشعبي الوطني ورئيسا جديدا للمجموعة الاستشارية رفيعة المستوى لمكافحة الإرهاب والتطرف العنيف، ممثلاً للمجموعة الجيوسياسية الأفريقية.